# تریواندروم

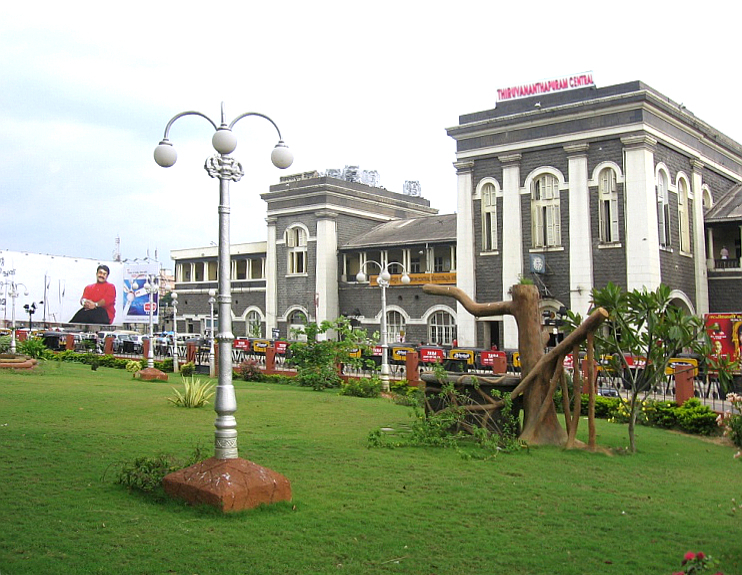
ایستگاه راه‌آهن مرکزی تریواندروم

تریواندروم یا تیرووَنَنتَپورَم (به مالایالام: തിരുവനന്തപുരം) مرکز ایالت کرالا در کشور هند است. این شهر در جنوبی‌ترین بخش ایالت و در نزدیکی دماغه کومورین جنوبی‌ترین بخش کشور هند جای دارد. تریواندروم با جمعیتی برابر با ۷۴۵٬۰۰۰ نفر (۲۰۰۱)، بزرگترین و پرجمعیت‌ترین شهر ایالت به شمار می‌آید. با احتساب جمعیت حومهٔ تریواندروم، جمعیت این شهر به‌حدود یک میلیون نفر می‌رسد.